# باولو يريزار
باولو يريزار (بالإسبانية: Paolo Yrizar) (6 أكتوبر 1997 بمدينة كيريتارو في المكسيك - ) هو لاعب كرة قدم مكسيكي في مركز الهجوم. لعب مع نادي كيريتارو.

## روابط خارجية
- باولو يريزار على موقع قاعدة بيانات كرة القدم.إي يو (الإنجليزية)
- باولو يريزار على موقع ناشيونال فوتبول تيمز (الإنجليزية)
- باولو يريزار على موقع Soccerway.com (الإنجليزية)